# Andrzej Spychalski
Andrzej Kazimierz Spychalski (ur. 3 grudnia 1948 w Kaliszu) – polski polityk, prawnik, działacz ZMS, ZSMP i PZPR. Senator V kadencji; w latach 1979–1988 prezydent Kalisza, w latach 2005–2006 przewodniczący Unii Pracy.

## Życiorys
Kształcił się w Technikum Samochodowym im. Stanisława Staszica w Kaliszu. W latach 1967–1970 był słuchaczem Wieczorowego Uniwersytetu Marksizmu-Leninizmu, a w latach 1970–1972 słuchaczem Centralnej Szkoły Aktywu ZMS. W 1979 ukończył studia na Wydziale Prawa i Administracji Uniwersytetu im. Adama Mickiewicza w Poznaniu.
Pracował w Wytwórni Sprzętu Komunikacyjnego „PZL-Kalisz”, a od 1970 w aparacie organizacyjnym Związku Młodzieży Socjalistycznej (ZMS), Związku Socjalistycznej Młodzieży Polskiej (ZSMP) i Polskiej Zjednoczonej Partii Robotniczej (PZPR), do której należał w latach 1967–1990). Był wiceprzewodniczącym ZMS w Kaliszu (1970–1972), następnie do 1973 przewodniczącym miejskich struktur tej organizacji. W latach 1973–1975 kierował radą powiatową, a od 1975 do 1979 radą wojewódzką Federacji Socjalistycznych Związków Młodzieży Polskiej. Kierował Wydziałem Kultury, Nauki i Oświaty w Komitecie Wojewódzkim PZPR w Kaliszu, brał także udział w pracach komitetów powiatowego, miejskiego i wojewódzkiego PZPR.
31 stycznia 1979 objął stanowisko prezydenta Kalisza, które zajmował do 1988. Od tegoż roku pracował w przedsiębiorstwach prywatnych, w tym we własnych firmach: Przedsiębiorstwie Wielobranżowym „Impet” (dystrybucja odzieży i obuwia) i Firmie Handlowej „Duet” (dystrybucja części do samochodów osobowych i ciężarowych).
W latach 90. przystąpił do Unii Pracy, zasiadał we władzach krajowych i regionalnych tej partii. W maju 2005 został wybrany na przewodniczącego partii po rezygnacji Izabeli Jarugi-Nowackiej. Zajmował to stanowisko przez okres niespełna roku, a w 2006 odszedł do Sojuszu Lewicy Demokratycznej. W latach 2001–2005 był senatorem z okręgu kaliskiego, wybranym z ramienia koalicji SLD-UP. W 2005 i 2007 bez powodzenia kandydował w kolejnych wyborach parlamentarnych.